# 比肯费尔德
比肯费尔德（德語：Birkenfeld，發音：[ˈbɪʁkŋ̍fɛlt]）是德国莱茵兰-普法尔茨州比肯费尔德县的城市，也是比肯费尔德县的县治，面积13.64平方千米，人口为人。

## 友好城市
比肯费尔德与以下城市结为友好城市：
- 荷蘭 鲁尔达伦
- 法國 萨兰堡